# Aa leucantha
Aa leucantha é uma espécie de orquídea do gênero Aa .
É nativa da Colômbia e Equador, onde cresce em altitudes de 2.800 a 4.300 metros. Está listado como uma espécie do Anexo II pela CITES.